# 南巢
南巢，是指南方极远之地，南方凤凰之巢穴。
古书上的南巢在今安徽省巢湖市西南。因位于古代华夏族活动地区的南方，故名。商朝开国之君成汤放夏桀于南巢，一说汤灭夏朝，夏桀逃到南巢氏。到西周时为巢国。